# Hastings Direct International Championships 2007
Hastings Direct International Championships 2007 — жіночий тенісний турнір, що проходив на кортах з трав'яним покриттям Eastbourne Tennis Centre в Істборні (Велика Британія). Належав до турнірів 2-ї категорії в рамках Туру WTA 2007. Відбувсь утридцятьтретє і тривав з 16 до 23 червня 2007 року. Жустін Енен здобула титул в одиночному розряді.

## Фінальна частина

### Одиночний розряд
Жустін Енен —  Амелі Моресмо 7–5, 6–7(4–7), 7–6(7–2)
- Для Енен це був 5-й титул за сезон і 34-й — за кар'єру.

### Парний розряд
Ліза Реймонд /  Саманта Стосур —  Квета Пешке /  Ренне Стаббс 6–7(5–7), 6–4, 6–3
- Для Реймонд це був 5-й титул за сезон і 69-й — за кар'єру. Для Стосур це був 5-й титул за сезон і 22-й - за кар'єру.